# Specie di Maxillaria
Elenco delle specie di Maxillaria:

## A
- Maxillaria acervata Rchb.f., 1855
- Maxillaria aciantha Rchb.f., 1852
- Maxillaria acostae Schltr., 1923
- Maxillaria acuminata Lindl., 1845
- Maxillaria acutifolia Lindl., 1839

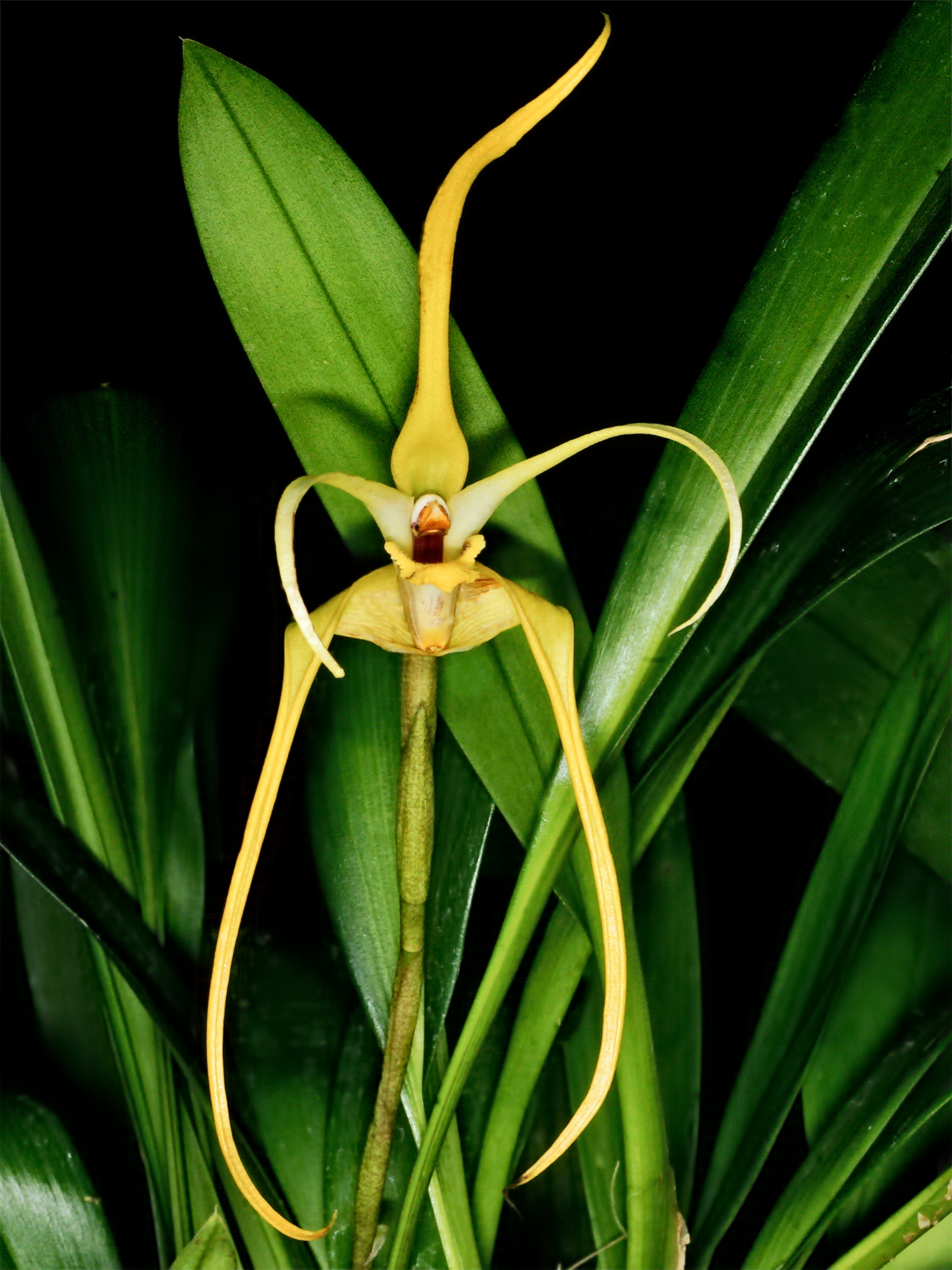
Maxillaria arachnites

- Maxillaria adendrobium (Rchb.f.) Dressler, 1964
- Maxillaria adolphi (Schltr.) Ames & Correll, 1943
- Maxillaria adscendens Schltr., 1920
- Maxillaria aequiloba Schltr., 1920
- Maxillaria affinis (Poepp. & Endl.) Garay, 1962
- Maxillaria aggregata (Kunth) Lindl., 1832
- Maxillaria alba (Hook.) Lindl., 1832
- Maxillaria albata Lindl., 1846
- Maxillaria albiflora Ames & C.Schweinf., 1925
- Maxillaria alfaroi Ames & C.Schweinf., 1930
- Maxillaria allenii L.O.Williams, 1940
- Maxillaria alpestris Lindl. in G.Bentham, 1845
- Maxillaria alticola C.Schweinf., 1945
- Maxillaria amabilis J.T.Atwood, 1994
- Maxillaria amblyantha Kraenzl., 1920
- Maxillaria amesiana Mast., 1892
- Maxillaria amplifoliata Molinari, 2015
- Maxillaria anatomorum Rchb.f., 1852
- Maxillaria anceps Ames & C.Schweinf., 1930
- Maxillaria anceschiana Molinari, 2015
- Maxillaria angelae Christenson, 2009
- Maxillaria angustibulbosa C.Schweinf., 1952
- Maxillaria angustisegmenta Ames & C.Schweinf., 1930
- Maxillaria angustissima  Ames, F.T.Hubb. & C.Schweinf., 1934
- Maxillaria antioquiana Kraenzl., 1920
- Maxillaria antioquiensis (Schltr.) Molinari, 2015
- Maxillaria appendiculoides C.Schweinf., 1937
- Maxillaria arachnites Rchb.f., Gard. Chron., 1880
- Maxillaria arachnitiflora Ames & C.Schweinf., 1930
- Maxillaria arbuscula Rchb.f., 1856
- Maxillaria archilarum (Chiron) Molinari, 2015
- Maxillaria argyrophylla  Poepp. & Endl., 1836
- Maxillaria atrovinacea Christenson, 2009
- Maxillaria atwoodiana Pupulin, 2003
- Maxillaria augustae-victoriae F.Lehm. & Kraenzl., 1899
- Maxillaria aurea (Poepp. & Endl.) L.O.Williams, 1941
- Maxillaria aureoglobula Christenson, 2002
- Maxillaria auyantepuiensis Foldats, 1961
- Maxillaria avis Molinari, R2015
- Maxillaria azulensis D.E.Benn. & Christenson, 2001

## B
- Maxillaria barbosae Loefgr., 1918
- Maxillaria batemanii Poepp. & Endl., 1836
- Maxillaria baudoensis Christenson, 2009
- Maxillaria beckendorfii (Carnevali) Molinari, 2015
- Maxillaria bennettii Christenson, 1995
- Maxillaria betancurii Christenson, 2013
- Maxillaria bettymooreana Christenson, 2010
- Maxillaria bicallosa (Rchb.f.) Garay, 1962
- Maxillaria binotii De Wild., 1906
- Maxillaria biolleyi (Schltr.) L.O.Williams, 1941
- Maxillaria bocazensis D.E.Benn. & Christenson, 2001
- Maxillaria bolivarensis C.Schweinf., 1962
- Maxillaria boliviensis Schltr., 1922
- Maxillaria bolleoides Schltr., 1924
- Maxillaria bomboizensis Dodson, 1994
- Maxillaria brachybulbon Schltr., 1923
- Maxillaria brachypetala Schltr., 1921
- Maxillaria brachypoda Schltr., 1920
- Maxillaria bracteata (Schltr.) Ames & Correll, 1943
- Maxillaria bradei Schltr. ex Hoehne, 1936
- Maxillaria bradeorum (Schltr.) L.O.Williams, 1941
- Maxillaria brasiliensis Brieger & Illg, 1977
- Maxillaria brendae Molinari, 2016
- Maxillaria brevifolia (Lindl.) Rchb.f. in W.G.Walpers, Ann. Bot. Syst. 6: 540 (1863
- Maxillaria brevilabia  Ames & Correll, Bot. Mus. Leafl. 11: 15 (1943
- Maxillaria brevis (Hoehne & Schltr.) Hoehne, 1947
- Maxillaria breviscapa Poepp. & Endl., 1836
- Maxillaria briggittheae Molinari, 2015
- Maxillaria broadwayi (Cogn.) R.E.Schult., 1956
- Maxillaria buchtienii Schltr., 1929
- Maxillaria burgeri J.T.Atwood, 1994
- Maxillaria burtonii D.E.Benn. & Christenson, 2001

## C

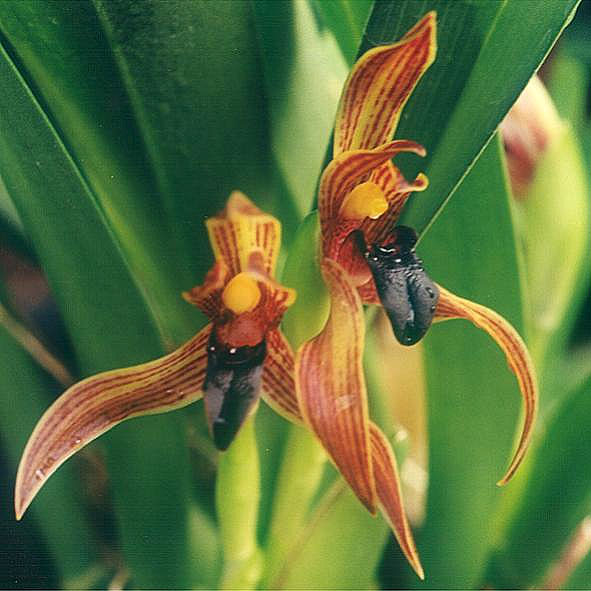
Maxillaria cucullata

- Maxillaria cacaoensis J.T.Atwood, 1999
- Maxillaria caespitifica Rchb.f., 1876
- Maxillaria calantha Schltr., 1921
- Maxillaria calcarata (Schltr.) Molinari, 2015
- Maxillaria calimaniana V.P.Castro, 2008
- Maxillaria callichroma  Rchb.f., 1854
- Maxillaria caloglossa Rchb.f., 1878
- Maxillaria camaridii Rchb.f., 1863
- Maxillaria camaridioides Schltr., 1924
- Maxillaria campanulata C.Schweinf., 1938
- Maxillaria canarensis J.T.Atwood, 2003
- Maxillaria canarina D.E.Benn. & Christenson, 2009
- Maxillaria candida Lodd. ex Lindl., 1841
- Maxillaria caparaoensis Brade, 1943
- Maxillaria caquetana Schltr., 1924
- Maxillaria carinulata Rchb.f., 1876
- Maxillaria carolii Christenson, 2002
- Maxillaria carrilloi Christenson, 2013
- Maxillaria cassapensis Rchb.f., 1863
- Maxillaria casta Kraenzl., 1928
- Maxillaria caucae Garay, 1967
- Maxillaria caucana Schltr., 1920
- Maxillaria caveroi D.E.Benn. & Christenson, 1998
- Maxillaria cedralensis J.T.Atwood & Mora-Ret., 1997
- Maxillaria cesarfernandezii Christenson, 2008
- Maxillaria chacoensis Dodson, 1989
- Maxillaria chartacifolia Ames & C.Schweinf., 1930
- Maxillaria chicana Dodson, 1994
- Maxillaria chimalapana Soto Arenas & Salazar, 2008
- Maxillaria chionantha J.T.Atwood, 1995
- Maxillaria chlorantha Lindl., 1837
- Maxillaria christensonii D.E.Benn., 1998
- Maxillaria christobalensis Rchb.f., 1852
- Maxillaria chrysantha Barb.Rodr., 1877
- Maxillaria chrysocycnoides (Schltr.) Senghas, 1993
- Maxillaria cleistogama Brieger & Illg, 1977
- Maxillaria cobanensis Schltr., 1912
- Maxillaria coccinea (Jacq.) L.O.Williams, 1954
- Maxillaria colemanii Carnevali & Fritz, 2000
- Maxillaria colombiana Christenson, 2011
- Maxillaria colorata Rchb.f. in W.G.Walpers, 1863
- Maxillaria compacta (Schltr.) P.Ortiz, 1991
- Maxillaria concavilabia  Ames & Correll, 1943
- Maxillaria condorensis J.T.Atwood, 2003
- Maxillaria conduplicata (Ames & C.Schweinf.) L.O.Williams, 1942
- Maxillaria confusa Ames & C.Schweinf., 1925
- Maxillaria connellii Rolfe, 1901
- Maxillaria convencionis Kraenzl., 1920
- Maxillaria cordyline (Rchb.f.) Dodson, 1994
- Maxillaria cornuta C.Schweinf., 1945
- Maxillaria costaricensis Schltr., 1923
- Maxillaria cozieriana H.G.Jones, 1970
- Maxillaria crassifolia (Lindl.) Rchb.f., 1854
- Maxillaria crispiloba Sauvêtre & McIllm., 2012
- Maxillaria crocea Lindl., 1835
- Maxillaria croceorubens (Rchb.f.) L.O.Williams, 1942
- Maxillaria cruentata (Arévalo & Bergq.) Molinari & Mayta, 2015
- Maxillaria cryptobulbon Carnevali & J.T.Atwood, 1991
- Maxillaria cryptocentroides Molinari, 2015
- Maxillaria ctenostachys Rchb.f., 1870
- Maxillaria cucullata Lindl., 1840
- Maxillaria culebrica (Bogarín & Pupulin) Christenson, 2011
- Maxillaria curtipes Hook., 1841
- Maxillaria curvicolumna M.A.Blanco & Neubig, 2007
- Maxillaria cuzcoensis C.Schweinf., 1945
- Maxillaria cymbidioides Dodson, J.T.Atwood & Carnevali, 1997

## D

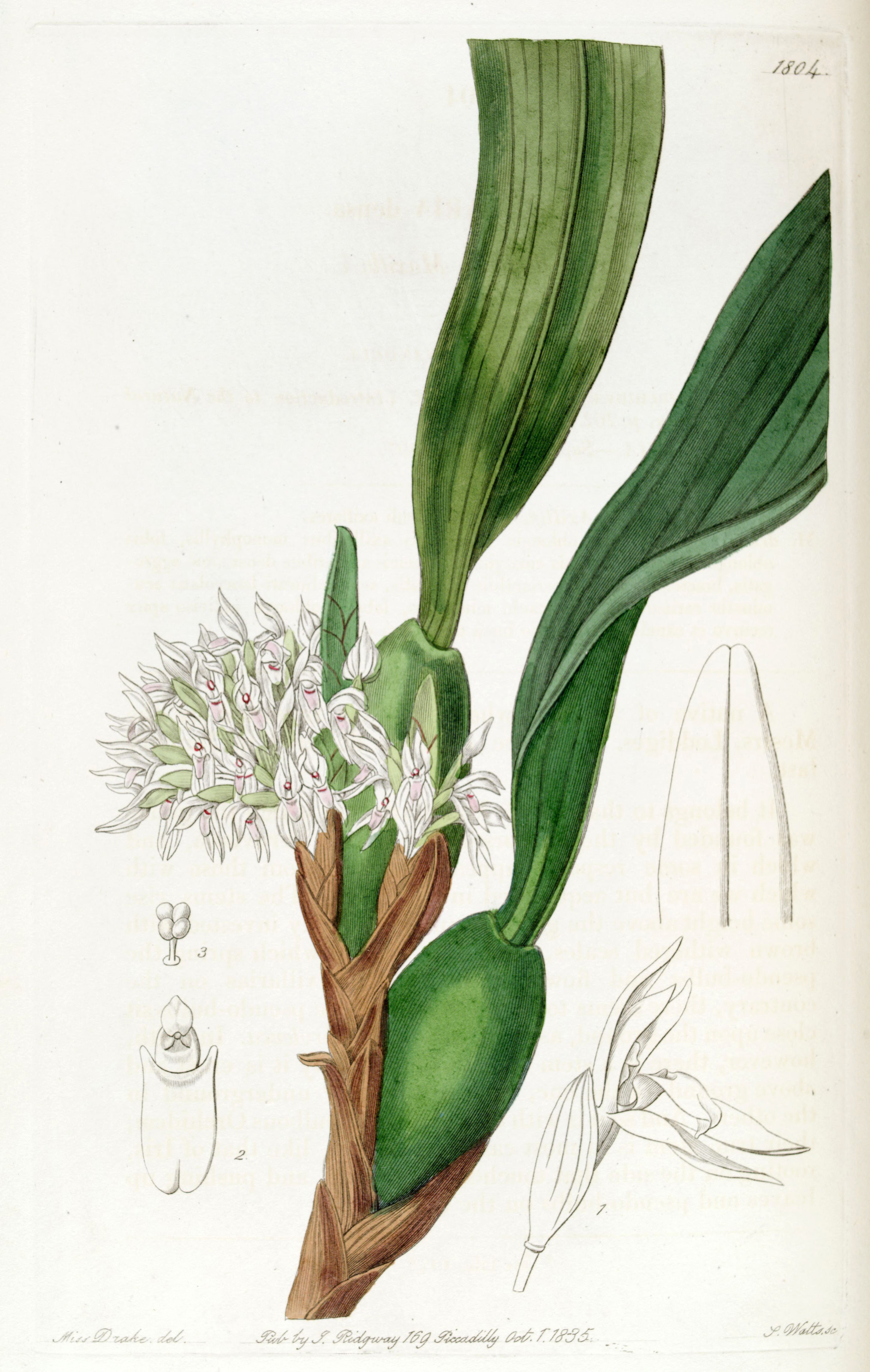
Maxillaria densa

- Maxillaria dalessandroi Dodson, 1994
- Maxillaria darienensis J.T.Atwood, 1999
- Maxillaria deherae Molinari, 2015
- Maxillaria dendrobioides (Schltr.) L.O.Williams, 1940
- Maxillaria deniseae Collantes & Christenson, 2009
- Maxillaria densa Lindl., 1836
- Maxillaria densifolia (Poepp. & Endl.) Rchb.f., 1854
- Maxillaria desvauxiana Rchb.f., 1854
- Maxillaria deuterocaquetana P.Ortiz, 1991
- Maxillaria deuteropastensis P.Ortiz, 1991
- Maxillaria diamantensis Kraenzl., 1920
- Maxillaria dichaeoides D.E.Benn. & Christenson, 2009
- Maxillaria dichotoma  (Schltr.) L.O.Williams, 1940
- Maxillaria dichroma  Rolfe, 1898
- Maxillaria dillonii D.E.Benn. & Christenson, 1998
- Maxillaria disciflora (Sambin & Chiron) Molinari, 2015
- Maxillaria discolor (Lodd. ex Lindl.) Rchb., 1863
- Maxillaria disticha (Lindl.) C.Schweinf., 1945
- Maxillaria diuturna Ames & C.Schweinf., 1925
- Maxillaria divaricata (Barb.Rodr.) Cogn., 1904
- Maxillaria divitiflora Rchb.f., 1878
- Maxillaria dodsonii (Carnevali) Molinari, 2015
- Maxillaria dolichophylla  Schltr., 1912
- Maxillaria donaldeedodii (Ackerman & Whitten) Christenson, 2011
- Maxillaria × doucetteana Christenson, 2010
- Maxillaria dressleriana Carnevali & J.T.Atwood, 1996
- Maxillaria × dunstervillei Carnevali & I.Ramírez, 1993
- Maxillaria dunstervilleorum (Carnevali & G.A.Romero) Molinari, 2015

## E
- Maxillaria eburnea Lindl., 1841

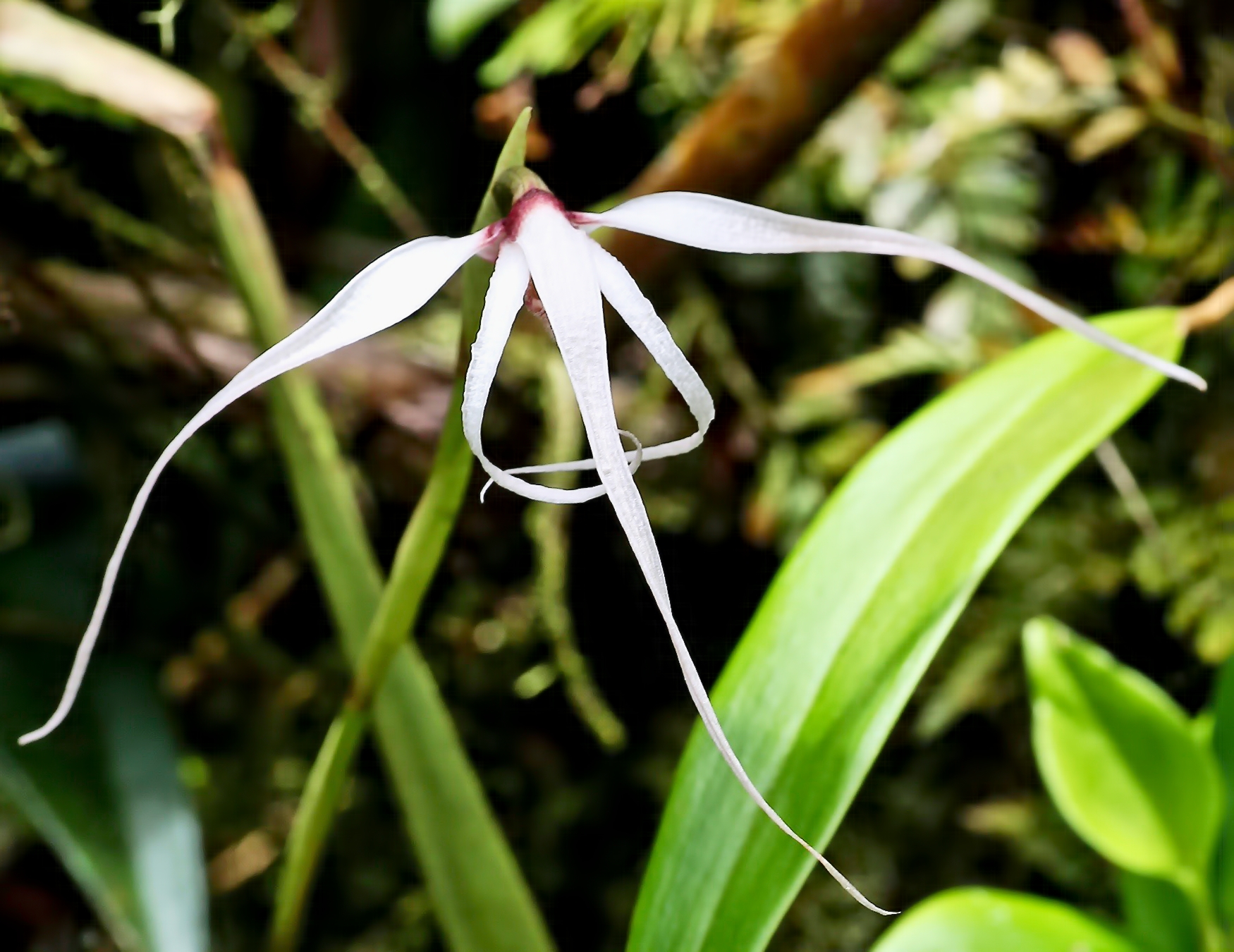
Maxillaria ecuadorensis

- Maxillaria echinophyta Barb.Rodr., 1877
- Maxillaria ecuadorensis Schltr., 1921
- Maxillaria egertoniana (Bateman ex Lindl.) Molinari, 2015
- Maxillaria elata Schltr., 1924
- Maxillaria elatior (Rchb.f.) Rchb.f., 1863
- Maxillaria elegans Schltr., 1924
- Maxillaria elegantula Rolfe, 1898
- Maxillaria elianae (Carnevali & M.A.Blanco) Christenson, 2013
- Maxillaria elluziae Molinari, 2015
- Maxillaria embreei Dodson, 1994
- Maxillaria encyclioides J.T.Atwood & Dodson, 1997
- Maxillaria endresii Rchb.f., 1886
- Maxillaria equitans (Schltr.) Garay, 1958
- Maxillaria erecta Christenson, 2011
- Maxillaria erikae Molinari, 2015
- Maxillaria errata Christenson, 2005
- Maxillaria erubescens Kraenzl., 1920
- Maxillaria escobarii (Carnevali) Molinari, 2015
- Maxillaria estradae Dodson, 1980
- Maxillaria exaltata (Kraenzl.) C.Schweinf., 1945

## F
- Maxillaria faecalis (Archila & Chiron) Molinari, 2015
- Maxillaria falcata Ames & Correll, 1943
- Maxillaria farinifera Schltr., 1920
- Maxillaria farinosa Arévalo & Christenson, 2012
- Maxillaria ferdinandiana Barb.Rodr., 1882
- Maxillaria ferruginea Christenson, 2008
- Maxillaria fimbriatiloba Carnevali & G.A.Romero, 2000
- Maxillaria flabellata D.E.Benn. & Christenson, 2009
- Maxillaria flava Ames, F.T.Hubb. & C.Schweinf., 1934
- Maxillaria fletcheriana Rolfe, 1913
- Maxillaria floribunda Lindl., 1845
- Maxillaria foetida D.E.Benn. & Christenson, 2009
- Maxillaria foldatsiana Carnevali & I.Ramírez, 1989
- Maxillaria foliosa Ames & C.Schweinf., 1925
- Maxillaria fractiflexa Rchb.f., 1878
- Maxillaria fragrans J.T.Atwood, 2001
- Maxillaria fraudulenta Christenson, 2013
- Maxillaria frechettei D.E.Benn. & Christenson, 2001
- Maxillaria friderici-caroli P.Ortiz, 1991
- Maxillaria friedrichsthalii Rchb.f., 1852
- Maxillaria frigens Sambin & Chiron, 2014
- Maxillaria fritzii (Ojeda & Carnevali) Christenson, 2013
- Maxillaria frontinoensis (Garay) Molinari, 2015
- Maxillaria fucata Rchb.f., 1886
- Maxillaria fuerstenbergiana Schltr., 1912
- Maxillaria fulgens (Rchb.f.) L.O.Williams, 1941
- Maxillaria funicaulis C.Schweinf., 1945
- Maxillaria furfuracea Scheidw., 1844
- Maxillaria fusae Molinari, A.G.Molinari & A.F.Molinari, 2015
- Maxillaria fuscopurpurea Drapiez, 1841

## G

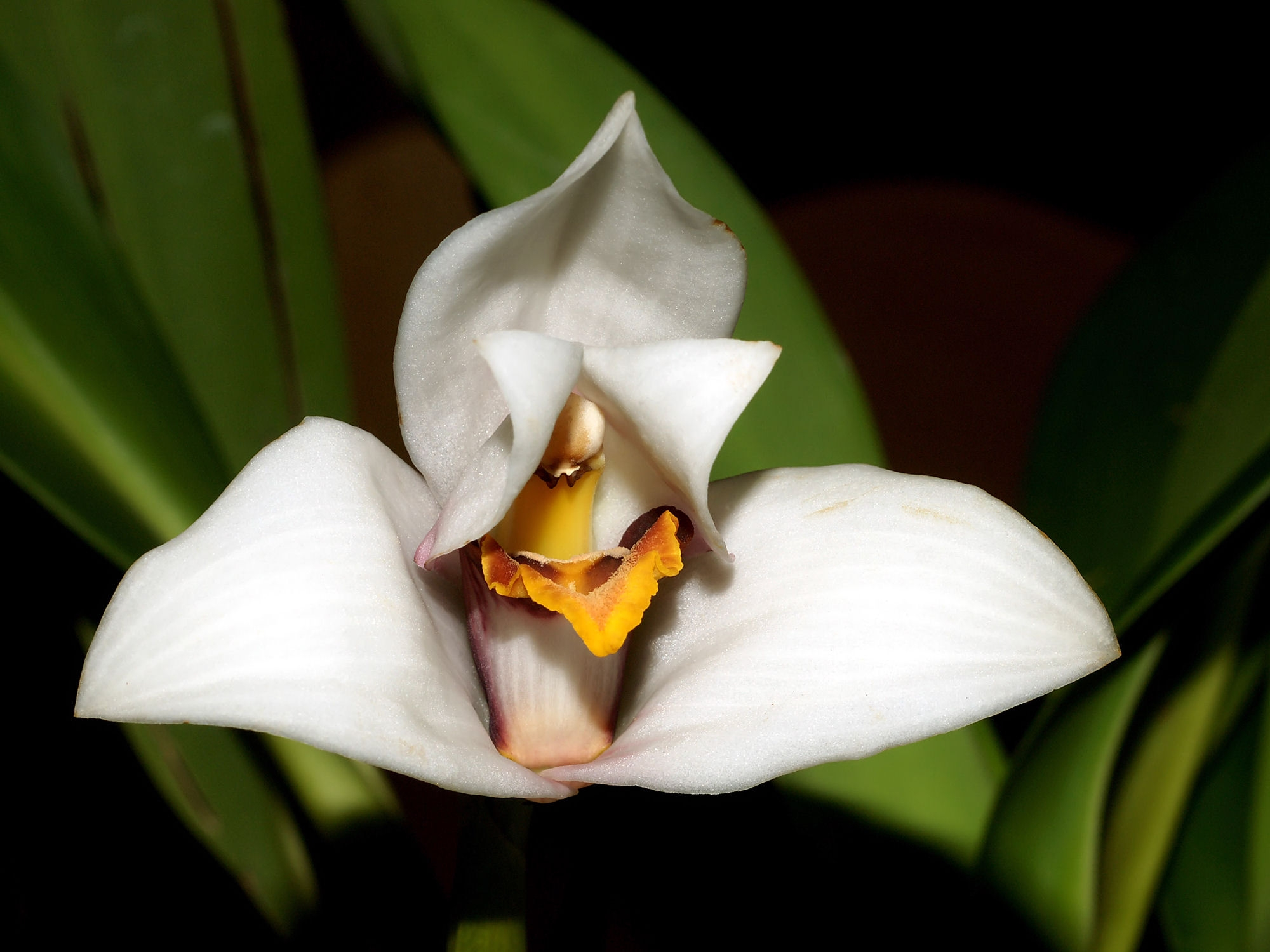
Maxillaria grandiflora

- Maxillaria galantha J.T.Atwood & Carnevali, 1994
- Maxillaria garayi D.E.Benn. & Christenson, 1995
- Maxillaria geckophora D.E.Benn. & Christenson, 2001
- Maxillaria gentryi Dodson, 1984
- Maxillaria gerardi (P.Ortiz) Molinari, 2015
- Maxillaria gladiata Schuit., 2014
- Maxillaria gomeziana J.T.Atwood, 1996
- Maxillaria gorbatschowii R.Vásquez, Dodson & Ibisch, 2001
- Maxillaria gracilipes Schltr., 1929
- Maxillaria gracillima (Ames & C.Schweinf.) Molinari, 2015
- Maxillaria graminifolia (Kunth) Rchb.f., 1863
- Maxillaria grandiflora (Kunth) Lindl., 1832
- Maxillaria grandimentum C.Schweinf., 1944
- Maxillaria grandis Rchb.f., 1876
- Maxillaria granditenuis D.E.Benn. & Christenson, 1998
- Maxillaria grayi Dodson, 1994
- Maxillaria grisebachiana Nir & Dod in M.A.Niir, 2000
- Maxillaria grobyoides Garay & Dunst., 1972
- Maxillaria gualaquizensis Dodson, 1994
- Maxillaria guareimensis Rchb.f., 1854
- Maxillaria guentheriana Kraenzl., 1928
- Maxillaria guiardiana Chiron, 1999
- Maxillaria guillermoi Schuit. & M.W.Chase, 2015
- Maxillaria gymnochila Kraenzl., 1920

## H
- Maxillaria haberi J.T.Atwood, 1995
- Maxillaria haemathodes  (Ruiz & Pav.) Garay, 1962
- Maxillaria hagsateriana Soto Arenas, 1992
- Maxillaria hajekii D.E.Benn. & Christenson, 2009
- Maxillaria hastulata Lindl. in G.Bentham, 1845
- Maxillaria hedwigiae Hamer & Dodson, 1983
- Maxillaria heismanniana Barb.Rodr., 1882
- Maxillaria hematoglossa  A.Rich. & Galeotti, 1845
- Maxillaria henchmannii Hook., 1837
- Maxillaria hennisiana Schltr., 1912
- Maxillaria herbacea Molinari, 2015
- Maxillaria heterobulba (Kraenzl.) Christenson, 2013
- Maxillaria hillsii Dodson, 1994
- Maxillaria hirsutilabia  D.E.Benn. & Christenson, 1995
- Maxillaria histrionica (Rchb.f.) L.O.Williams, 1950
- Maxillaria hoppii Schltr., 1924
- Maxillaria horichii Senghas, 1977
- Maxillaria houtteana Rchb.f., 1858
- Maxillaria huancabambae (Kraenzl.) C.Schweinf., 1945
- Maxillaria huanucoensis D.E.Benn. & Christenson, 2001
- Maxillaria huebschii Rchb.f., Gard. Chron., 1888
- Maxillaria humilis (Link & Otto) Schuit. & M.W.Chase, 2015
- Maxillaria huntii Christenson, 2009

## I
- Maxillaria imbricata Barb.Rodr., 1877
- Maxillaria inaequisepala (C.Schweinf.) Molinari, 2015
- Maxillaria inaudita Rchb.f., 1866
- Maxillaria infausta Rchb.f., 1855
- Maxillaria inflexa (Lindl.) Griseb., 1864
- Maxillaria insolita Dressler, 1981
- Maxillaria irrorata Rchb.f., 1883

## J

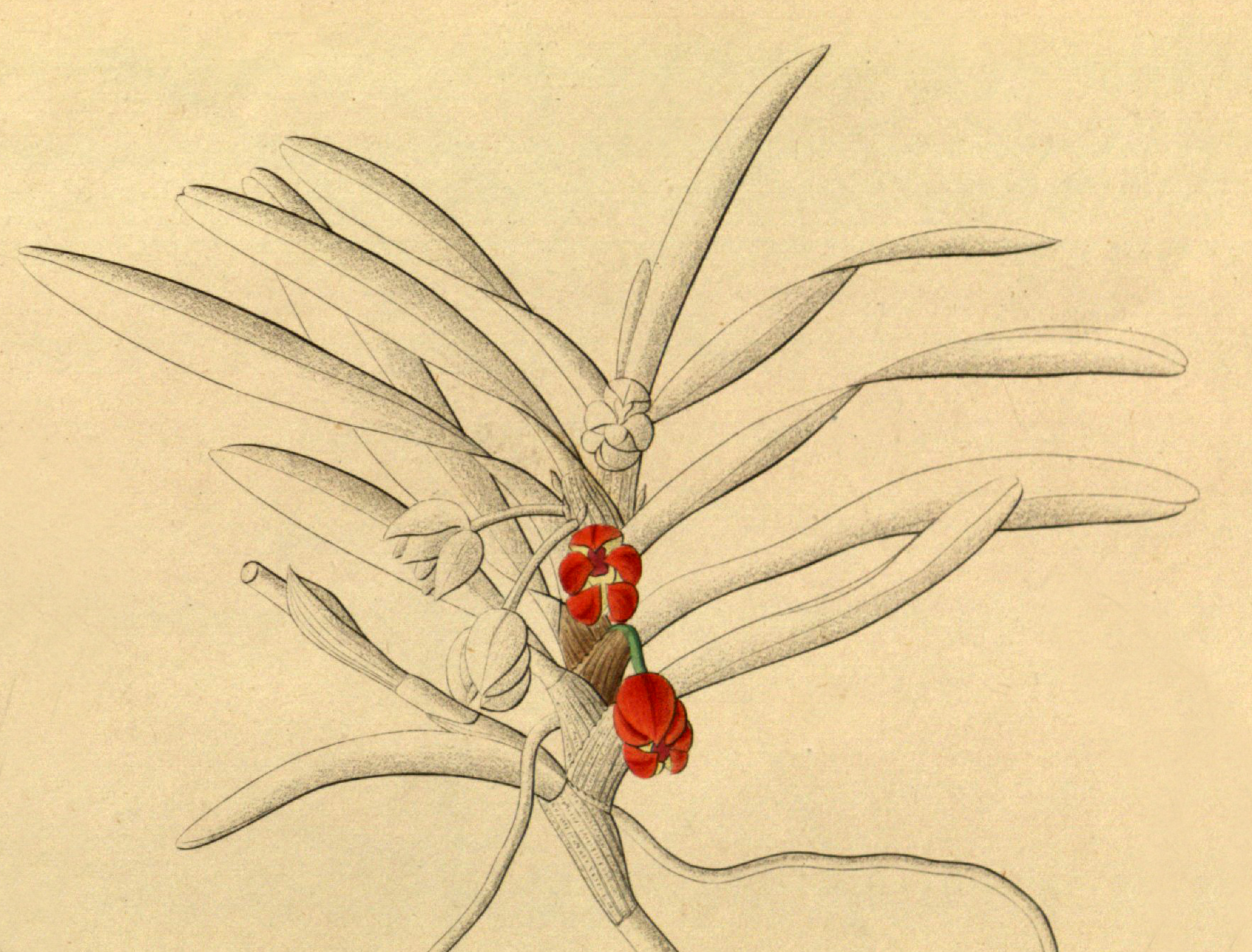
Maxillaria jenischiana

- Maxillaria jacquelineana Molinari, 2015
- Maxillaria jamesonii (Rchb.f.) Garay & C.Schweinf., 1970
- Maxillaria janiceae Christenson, 2009
- Maxillaria jenischiana (Rchb.f.) C.Schweinf., 1948
- Maxillaria johannis Pabst, 1959
- Maxillaria johannyae Molinari, 2015
- Maxillaria johniana Kraenzl., 1910
- Maxillaria jose-schunkei (Lipinska & Szlach.) J.M.H.Shaw, 2017
- Maxillaria jostii Dodson, 2003
- Maxillaria jucunda F.Lehm. & Kraenzl., 1899

## K
- Maxillaria kautskyi Pabst, 1972
- Maxillaria kefersteinioides (Szlach. & Lipinska) Molinari, 2016
- Maxillaria kegelii Rchb.f., 1877
- Maxillaria kelloffiana Christenson, 2009
- Maxillaria kolanowskana Molinari, 2015

## L

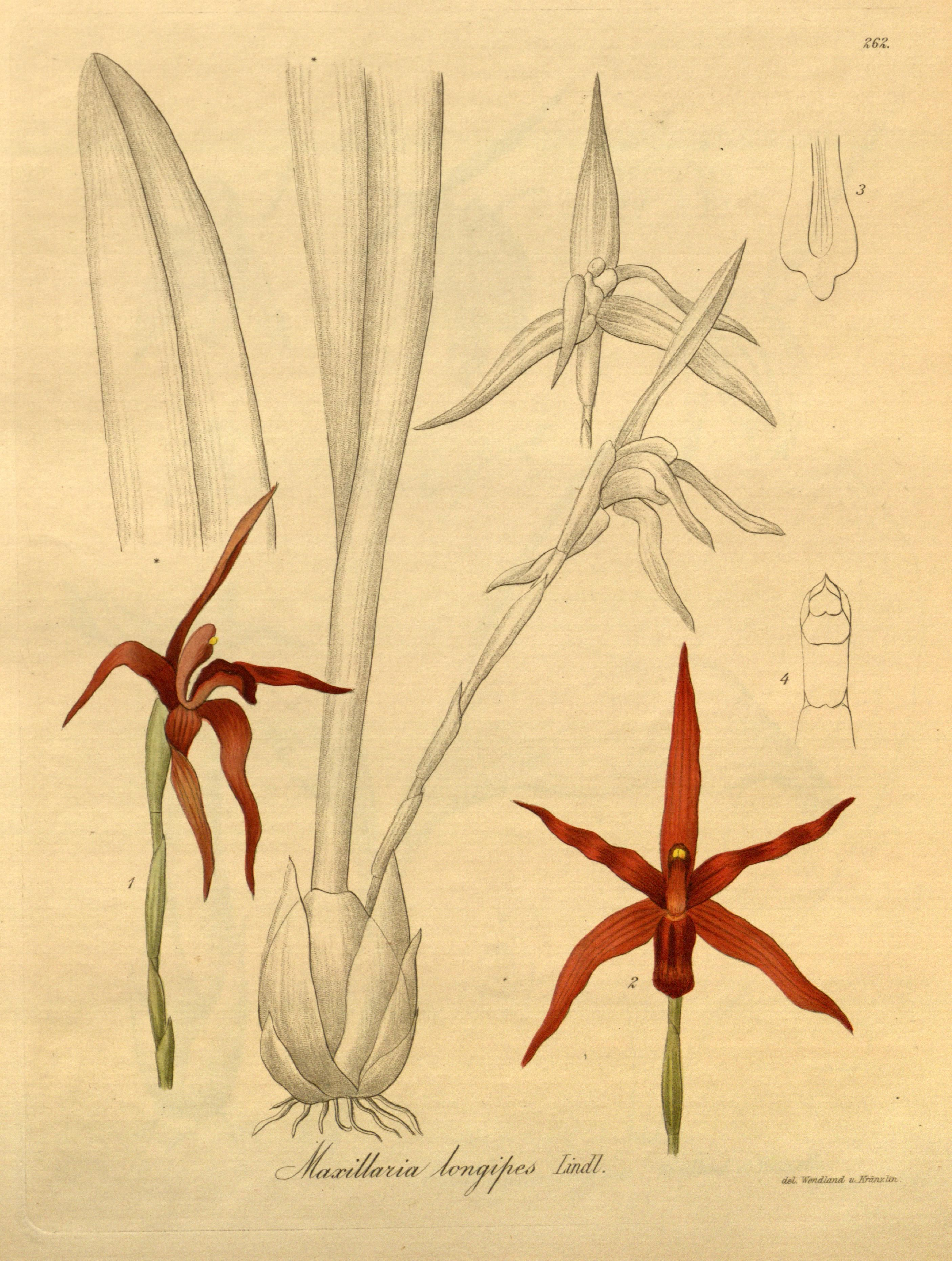
Maxillaria longipes

- Maxillaria lamprochlamys (Schltr.) P.Ortiz, 1991
- Maxillaria lankesteri Ames, 1924
- Maxillaria laricina Kraenzl., 1916
- Maxillaria lasallei Foldats, 1961
- Maxillaria lawrenceana (Rolfe) Garay & Dunst., 1965
- Maxillaria leforii D.E.Benn. & Christenson, 2001
- Maxillaria lehmannii Rchb.f., 1878
- Maxillaria lepidota Lindl., 1845
- Maxillaria leptopus Schuit. & M.W.Chase, 2015
- Maxillaria leptosepala Hook., 1849
- Maxillaria leucaimata Barb.Rodr., 1882
- Maxillaria leucopurpurea D.E.Benn. & Christenson, 2009
- Maxillaria lexarzana Soto Arenas & F.Chiang, 1992
- Maxillaria lilacea Barb.Rodr., 1882
- Maxillaria lilliputana D.E.Benn. & Christenson, 1995
- Maxillaria lindeniae Cogn., 1894
- Maxillaria linearifolia Ames & C.Schweinf., 1930
- Maxillaria linearis C.Schweinf., 1944
- Maxillaria lineolata (Fenzl) Molinari, 2015
- Maxillaria litensis Dodson, 1994
- Maxillaria longibracteata (Lindl.) Rchb.f., 1863
- Maxillaria longicolumna J.T.Atwood, 2001
- Maxillaria longiloba (Ames & C.Schweinf.) J.T.Atwood, 1993
- Maxillaria longipes Lindl. in G.Bentham, 1845
- Maxillaria longipetala Ruiz & Pav., 1798
- Maxillaria longipetiolata Ames & C.Schweinf., 1925
- Maxillaria longissima  Lindl., 1846
- Maxillaria lueri Dodson, 1980
- Maxillaria luisae Molinari, 2015
- Maxillaria luteoalba Lindl., 1846
- Maxillaria luteobrunnea (Kraenzl.) P.Ortiz, 1991
- Maxillaria luteograndiflora Dombrain, 1871
- Maxillaria lutheri J.T.Atwood, 1999

## M

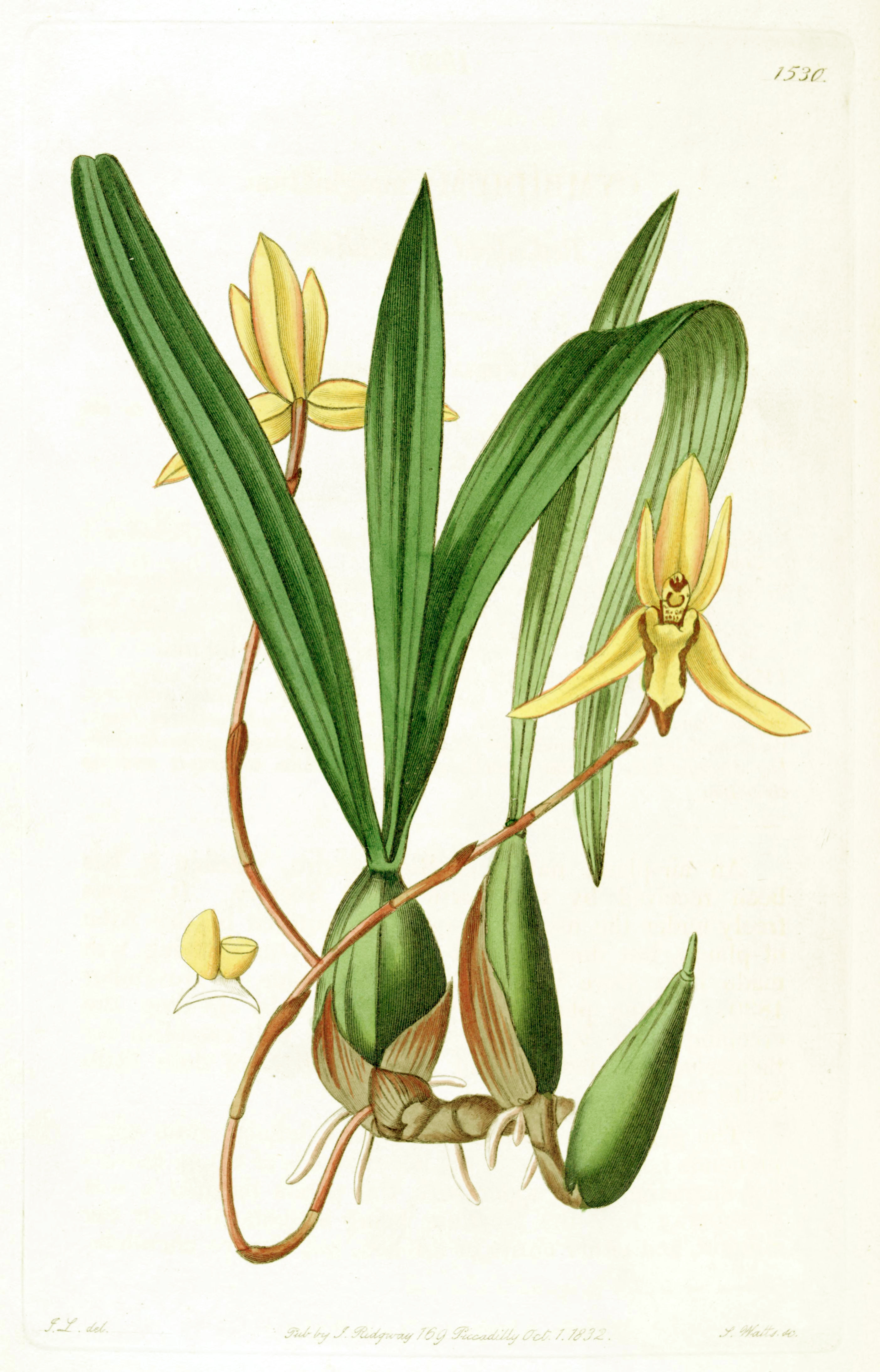
Maxillaria marginata

- Maxillaria machinazensis D.E.Benn. & Christenson, 1998
- Maxillaria machupicchuensis Christenson & N.Salinas, 2002
- Maxillaria macleei Bateman ex Lindl., 1840
- Maxillaria macrantha (Barb.Rodr.) Molinari, 2015
- Maxillaria macropoda Schltr., 1921
- Maxillaria macrura Rchb.f., 1876
- Maxillaria maderoi Schltr., 1920
- Maxillaria magliana Molinari, 2015
- Maxillaria maleolens Schltr., 1923
- Maxillaria mapiriensis (Kraenzl.) L.O.Williams, 1942
- Maxillaria marginata (Lindl.) Fenzl, 1855
- Maxillaria margretiae R.Vásquez, 2001
- Maxillaria maria-luisae J.S.Moreno, P.A.Harding & L.Pina, 2017
- Maxillaria mariaisabeliae J.T.Atwood, 1984
- Maxillaria mathewsii Lindl. in G.Bentham, 1845
- Maxillaria mejiae Carnevali & G.A.Romero, 2000
- Maxillaria meleagris Lindl., 1844
- Maxillaria melina Lindl., 1846
- Maxillaria merana Dodson, 1994
- Maxillaria meridensis Lindl., 1846
- Maxillaria microblephara Schltr., 1920
- Maxillaria microdendron Schltr., 1921
- Maxillaria microiridifolia D.E.Benn. & Christenson, 2001
- Maxillaria microphyton Schltr., 1910
- Maxillaria microtricha Schltr., 1921
- Maxillaria milenae V.P.Castro & Chiron, 2004
- Maxillaria miniata (Lindl.) L.O.Williams, 1941
- Maxillaria minus (Schltr.) L.O.Williams, 1942
- Maxillaria minutiflora D.E.Benn. & Christenson, 2001
- Maxillaria mirabilis Cogn., 1894
- Maxillaria misasii Christenson, 2009
- Maxillaria modesta Schltr., 1924
- Maxillaria molitor Rchb.f., 1887
- Maxillaria mombachoensis A.H.Heller ex J.T.Atwood, S1981
- Maxillaria monacensis Kraenzl., 1927
- Maxillaria monantha Barb.Rodr., 1891
- Maxillaria monteverdensis J.T.Atwood & Barboza, 1994
- Maxillaria montezumae (Arévalo & Christenson) Molinari, 2015
- Maxillaria moralesii Carnevali & J.T.Atwood, 1996
- Maxillaria mosenii Kraenzl., 1911
- Maxillaria moutinhoi Pabst, 1980
- Maxillaria muelleri Regel, 1890
- Maxillaria multicaulis (Poepp. & Endl.) C.Schweinf., 1945
- Maxillaria multifoliata Molinari, 2015
- Maxillaria mungoschraderi R.Vásquez & Ibisch, 2001
- Maxillaria muscicola Rchb.f., 1878
- Maxillaria muscoides J.T.Atwood, 1994
- Maxillaria mystkowskana Molinari, 2015

## N

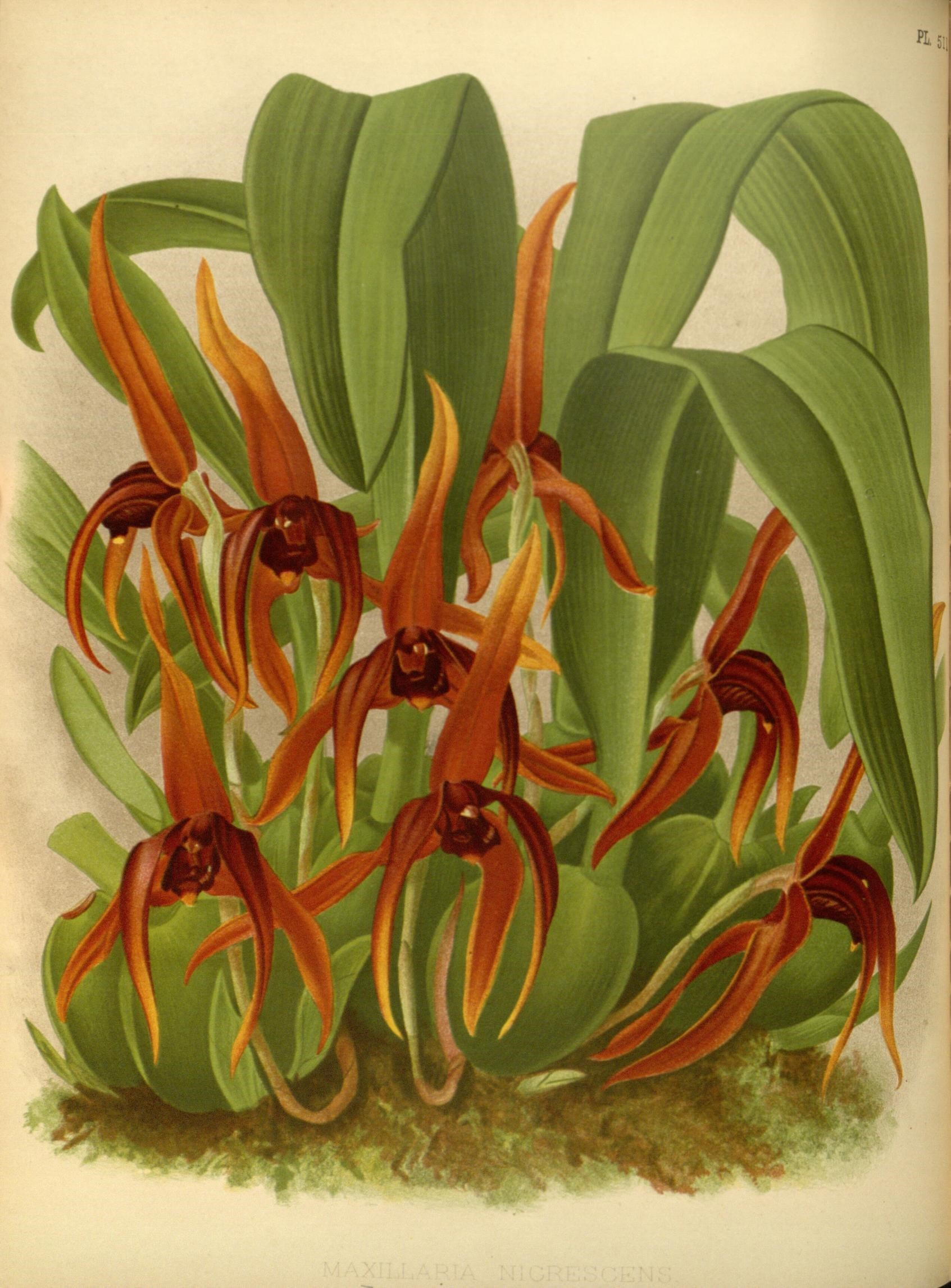
Maxillaria nigrescens

- Maxillaria nagelii L.O.Williams ex Correll, 1948
- Maxillaria nanegalensis Rchb.f., 1876
- Maxillaria napoensis Dodson, 1989
- Maxillaria nardoides Kraenzl., 1905
- Maxillaria nasuta Rchb.f., 1866
- Maxillaria neglecta (Schltr.) L.O.Williams, 1942
- Maxillaria neillii Dodson, 1994
- Maxillaria nellyae Molinari, 2015
- Maxillaria neophylla  Rchb.f., 1878
- Maxillaria neowiedii Rchb.f., 1876
- Maxillaria nicaraguensis (Hamer & Garay) J.T.Atwood, 1988
- Maxillaria niesseniae Christenson, 2002
- Maxillaria nigrescens Lindl., 1846
- Maxillaria nigrolabia  Christenson, 2011
- Maxillaria nitidula Rchb.f., 1876
- Maxillaria nivea (Lindl.) L.O.Williams, 1941
- Maxillaria notylioglossa  Rchb.f., 1854
- Maxillaria novoae Molinari, 2015
- Maxillaria nubigena (Rchb.f.) C.Schweinf., 1845
- Maxillaria nuriensis Carnevali & I.Ramírez, 1993
- Maxillaria nutans Lindl. in G.Bentham, 1845
- Maxillaria nutantiflora Schltr., 1921
- Maxillaria nymphopolitana Kraenzl., 1927

## O
- Maxillaria oakes-amesiana Schuit. & M.W.Chase, 2015
- Maxillaria obscura Linden & Rchb.f., 1866
- Maxillaria obtusa (Lindl.) Molinari, 2015
- Maxillaria ochroglossa  Schltr., 1924
- Maxillaria ochroleuca Lodd. ex Lindl., 1824
- Maxillaria oestlundiana L.O.Williams, 1942
- Maxillaria olivacea (Kraenzl.) P.Ortiz, 1991
- Maxillaria ophiodens J.T.Atwood, 1984
- Maxillaria oreocharis Schltr., 1922
- Maxillaria ortizii Christenson, 2011
- Maxillaria osmantha H.Barbosa, 1920
- Maxillaria oxapampensis J.T.Atwood, 2003

## P

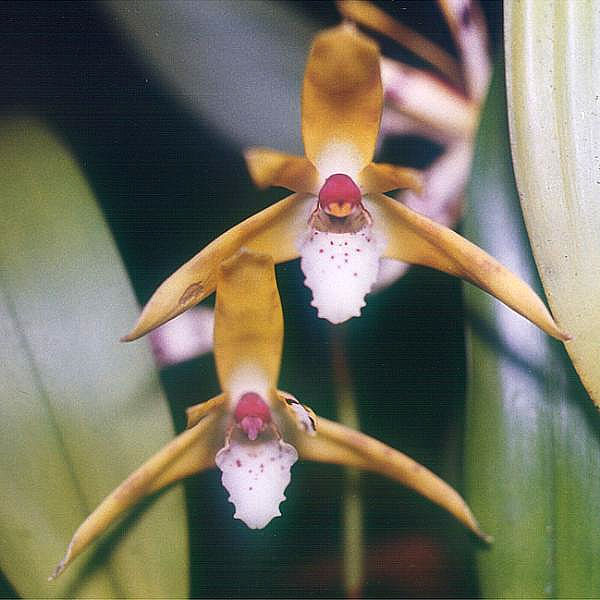
Maxillaria picta

- Maxillaria pacholskii Christenson, 2003
- Maxillaria pachyacron Schltr., 1911
- Maxillaria pachyneura F.Lehm. & Kraenzl., 1899
- Maxillaria pachyphylla  Schltr. ex Hoehne, 1936
- Maxillaria paleata (Rchb.f.) Ames & Correll, 1943
- Maxillaria palmensis Dodson, 1994
- Maxillaria pamplonensis Linden & Rchb.f., 1854
- Maxillaria pannieri Foldats, 1961
- Maxillaria paranaensis Barb.Rodr., 1882
- Maxillaria pardalina Garay, 1978
- Maxillaria paredesiorum (Archila & Chiron) Molinari, 2015
- Maxillaria parkeri Hook., 1827
- Maxillaria parvibulbosa C.Schweinf., 1945
- Maxillaria parviflora (Poepp. & Endl.) Garay, 1967
- Maxillaria parvilabia  Ames & C.Schweinf., 1925
- Maxillaria parviloba Rolfe, 1918
- Maxillaria pastensis Rchb.f., 1855
- Maxillaria pastorellii D.E.Benn. & Christenson, 1998
- Maxillaria patens Schltr., 1920
- Maxillaria patula C.Schweinf., 1951
- Maxillaria pauciflora Barb.Rodr., 1877
- Maxillaria pendens Pabst, 1972
- Maxillaria pendula (Poepp. & Endl.) C.Schweinf., 1945
- Maxillaria pentura Lindl., 1846
- Maxillaria pereziana (Rodr.-Mart. & M.A.Blanco) Schuit. & M.W.Chase, 2015
- Maxillaria pergracilis (Schltr.) Schuit. & M.W.Chase, 2015
- Maxillaria perryae Dodson, 1982
- Maxillaria perulera Molinari, 2015
- Maxillaria peruviana (C.Schweinf.) D.E.Benn. & Christenson, 1998
- Maxillaria petiolaris Schltr., 1925
- Maxillaria pfitzeri Senghas in F.R.R.Schlechter, 1993
- Maxillaria phaeoglossa  Schltr., 1918
- Maxillaria phoenicanthera Barb.Rodr., 1882
- Maxillaria picta Hook., 1832
- Maxillaria pinasensis Zambrano & Solano, 2016
- Maxillaria pinoides (H.R.Sweet) Molinari, 2015
- Maxillaria piresiana Hoehne, 1952
- Maxillaria pittieri (Ames) L.O.Williams, 1942
- Maxillaria planicola C.Schweinf., 1940
- Maxillaria platyloba Schltr., 1921
- Maxillaria platypetala Ruiz & Pav., 1798
- Maxillaria pleiantha Schltr., 1920
- Maxillaria pleuranthoides (Schltr.) Garay, 1956
- Maxillaria plicata Schltr., 1920
- Maxillaria podochila Kraenzl., 1920
- Maxillaria poeppigiana Steud., 1841
- Maxillaria poicilothece Schltr., 1921
- Maxillaria poifolia Schltr., 1929
- Maxillaria polyantha Barb.Rodr., 1882
- Maxillaria polybulbon Kraenzl., 1908
- Maxillaria ponerantha Rchb.f., 1854
- Maxillaria porphyrostele Rchb.f., 1873
- Maxillaria porrecta Lindl., 1838
- Maxillaria postarinoi Molinari, 2015
- Maxillaria powellii Schltr., 1922
- Maxillaria praestans Rchb.f., 1885
- Maxillaria praetexta Rchb.f., 1854
- Maxillaria proboscidea Rchb.f., 1854
- Maxillaria procurrens Lindl., 1845
- Maxillaria prolifera Ruiz & Pav., 1798
- Maxillaria prunina (Arévalo) Molinari & Mayta, 2015
- Maxillaria pseudobulbosa (C.Schweinf.) Molinari, 2015
- Maxillaria pseudoneglecta J.T.Atwood, 1993
- Maxillaria pseudonubigena J.T.Atwood, 2003
- Maxillaria pseudoreichenheimiana Dodson, 1980
- Maxillaria pterocarpa Barb.Rodr., 1882
- Maxillaria pubicolumna Szlach., Kolan., Lipinska & Medina, 2017
- Maxillaria pudica Carnevali & J.L.Tapia, 2001
- Maxillaria pulchra (Schltr.) L.O.Williams ex Correll, 1948
- Maxillaria pulla Linden & Rchb.f., 1854
- Maxillaria pumila Hook., 1837
- Maxillaria purpurata (Lindl.) Rchb.f., 1863
- Maxillaria purpureolabia  D.E.Benn. & Christenson, 2001
- Maxillaria pustulosa J.T.Atwood, 2003
- Maxillaria pyhalae D.E.Benn. & Christenson, 2001

## Q
- Maxillaria quadrata Ames & Correll, 1943
- Maxillaria quelchii Rolfe, 1901
- Maxillaria quercicola (Schltr.) P.Ortiz, 1991
- Maxillaria quitensis (Rchb.f.) C.Schweinf., 1970

## R

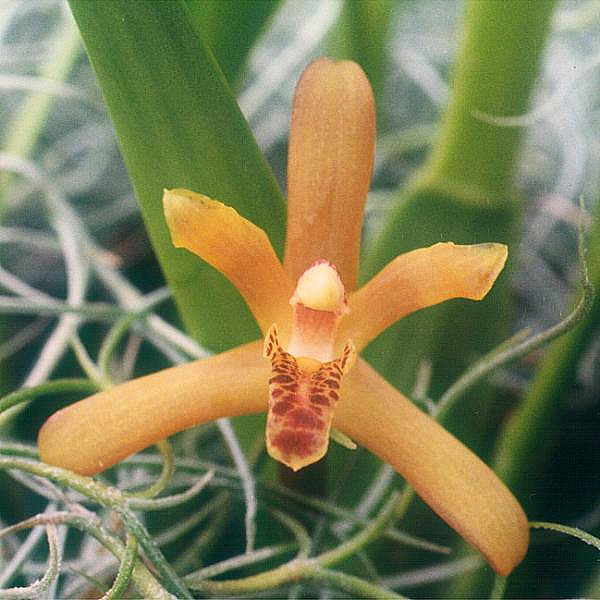
Maxillaria rufescens

- Maxillaria raimondiana Molinari, 2015
- Maxillaria ramiro-medinae Szlach., Kolan. & Lipinska, 2017
- Maxillaria ramonensis Schltr., 1923
- Maxillaria ramosissima  Kraenzl., 1916
- Maxillaria rauhii D.E.Benn. & Christenson, 2005
- Maxillaria regeliana Cogn., 1904
- Maxillaria reichenheimiana Endrés & Rchb.f., 1871
- Maxillaria repens L.O.Williams, 1942
- Maxillaria rhodoleuca (Schltr.) P.Ortiz, 1991
- Maxillaria rhombea Lindl., 1840
- Maxillaria rhomboglossa  (F.Lehm. & Kraenzl.) Molinari, 2015
- Maxillaria richii Dodson, 1994
- Maxillaria rigida Barb.Rodr., 1882
- Maxillaria ringens Rchb.f., 1863
- Maxillaria riopalenquensis Dodson, 1984
- Maxillaria rodriguesii Cogn., 1904
- Maxillaria rodrigueziana J.T.Atwood & Mora-Ret., 1989
- Maxillaria roseans (Schltr.) Molinari, 2015
- Maxillaria roseola Christenson, 2009
- Maxillaria rotundilabia  C.Schweinf., 1944
- Maxillaria ruberrima (Lindl.) Garay, 1967
- Maxillaria rubioi Dodson, 1994
- Maxillaria rubroglossa  Szlach., Kolan., Lipinska & Medina, 2017
- Maxillaria rufescens Lindl., 1836

## S

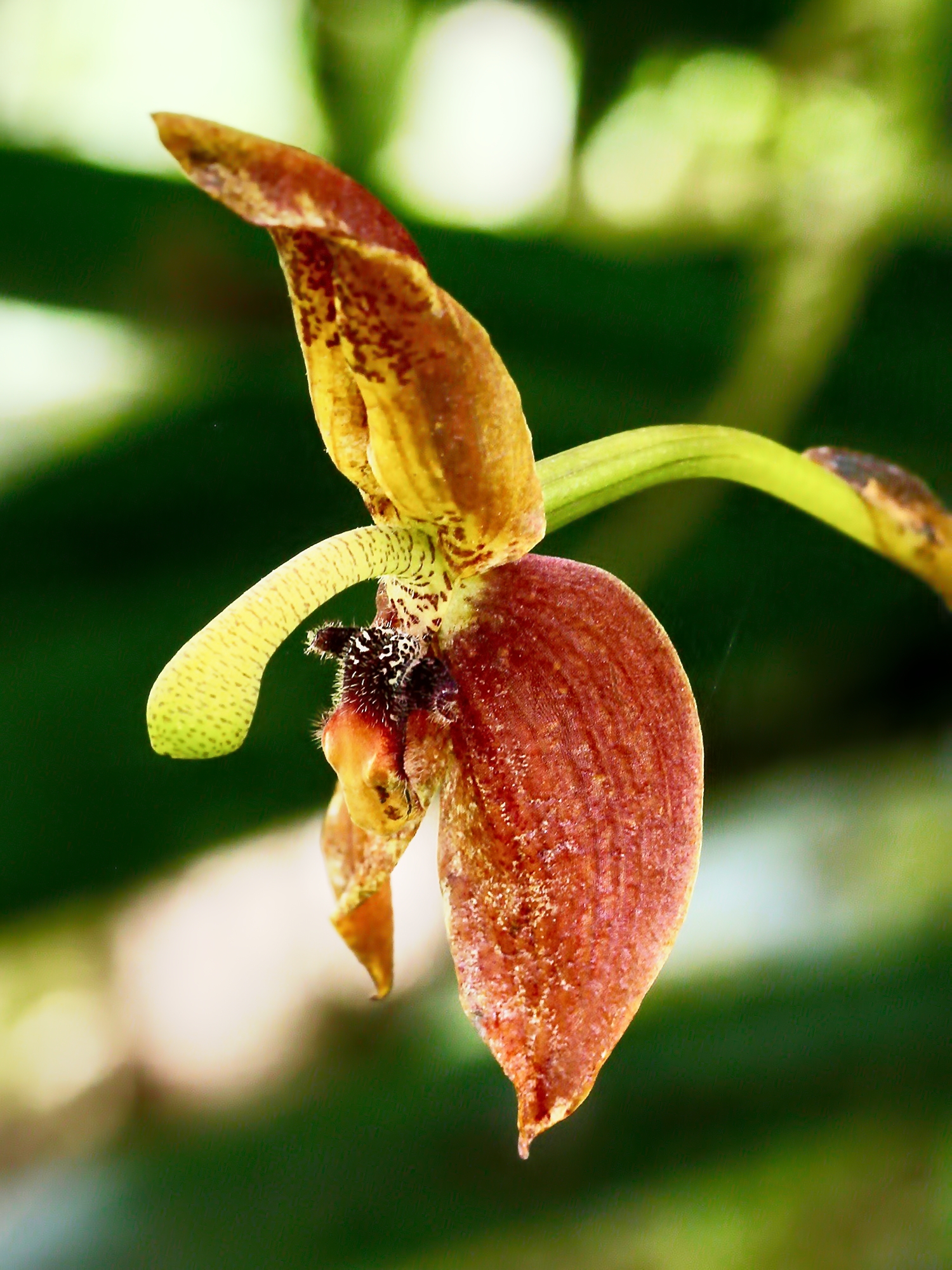
Maxillaria schlimii

- Maxillaria sanaensis D.E.Benn. & Christenson, 2001
- Maxillaria sanantonioensis Christenson, 2002
- Maxillaria sanderiana Rchb.f. ex Sander, 1888
- Maxillaria sanguinea Rolfe, 1895
- Maxillaria sanguineomaculata Schltr., 1921
- Maxillaria sanguinolenta (Lindl.) C.Schweinf., 1948
- Maxillaria santanae Carnevali & I.Ramírez, 1989
- Maxillaria saragurensis Dodson, 1994
- Maxillaria saueri Christenson, 2010
- Maxillaria saxicola Schltr., 1924
- Maxillaria scalariformis J.T.Atwood, 1999
- Maxillaria scandens D.E.Benn. & Christenson, 2001
- Maxillaria schistostele Schltr., 1923
- Maxillaria schlechteri Foldats, 1959
- Maxillaria schlechteriana J.T.Atwood, 1994
- Maxillaria schlimii (Linden & Rchb.f.) Molinari, 2015
- Maxillaria schnitteri Schltr., 1924
- Maxillaria schultesii (Ojeda & G.A.Romero) Christenson, 2013
- Maxillaria schultzei Schltr., 1924
- Maxillaria schunkeana Campacci & Kautsky, 1993
- Maxillaria schweinfurthiana (Garay & M.Wirth) Molinari, 2015
- Maxillaria sciabolata Molinari, 2015
- Maxillaria scorpioidea Kraenzl., 1911
- Maxillaria sculliana J.T.Atwood, 2003
- Maxillaria seidelii Pabst, 1960
- Maxillaria semiscabra (Lindl.) P.Ortiz, 1991
- Maxillaria serrulata Ames & Correll, 1943
- Maxillaria sessilis Lindl. in G.Bentham, 1845
- Maxillaria setigera Lindl., 1845
- Maxillaria sibundoyensis Szlach., Kolan., Lipinska & Medina, 2017
- Maxillaria sigmoidea (C.Schweinf.) Ames & Correll, 1943
- Maxillaria sillarensis Dodson & R.Vásquez, 1989
- Maxillaria silvana Campacci, 1998
- Maxillaria silverstonei (Carnevali) Molinari, 2015
- Maxillaria simacoana Schltr., 1929
- Maxillaria simplicilabia  C.Schweinf., 1970
- Maxillaria soconuscana Breedlove & Mally, 1989
- Maxillaria sodiroi (Schltr.) Senghas, 1993
- Maxillaria sophronitis (Rchb.f.) Garay, 1958
- Maxillaria sotoana Carnevali & Gómez-Juárez, 2001
- Maxillaria soulangeana Molinari, 2015
- Maxillaria speciosa Rchb.f., 1876
- Maxillaria spilotantha Rchb.f., 1854
- Maxillaria spiritu-sanctensis Pabst, 1979
- Maxillaria splendens Poepp. & Endl., 1836
- Maxillaria squarrosa (Schltr.) Dodson, 1994
- Maxillaria standleyi (Ames) Molinari, 2015
- Maxillaria sterrocaulos (Schltr.) P.Ortiz, 1991
- Maxillaria stictantha Schltr., 1921
- Maxillaria striata Rolfe, 1893
- Maxillaria stricta Schltr., 1921
- Maxillaria strictifolia P.Ortiz, 1995
- Maxillaria strictissima  (Kraenzl.) P.Ortiz, 1991
- Maxillaria striolata D.E.Benn. & Christenson, 2009
- Maxillaria strumata (Endrés & Rchb.f.) Ames & Correll, 1943
- Maxillaria stumpflei (Garay) Molinari, 2015
- Maxillaria suareziorum Dodson, 1989
- Maxillaria suaveolens Barringer, 1985
- Maxillaria subpandurata Schltr., 1920
- Maxillaria subrepens (Rolfe) Schuit. & M.W.Chase, 2015
- Maxillaria subulata Lindl., 1832
- Maxillaria subulifolia Schltr., 1920
- Maxillaria sulfurea Schltr., 1924
- Maxillaria superflua Rchb.f., 1856
- Maxillaria swartziana C.D.Adams, 1966
- Maxillaria synsepala J.T.Atwood, 1999
- Maxillaria szlachetkoi Molinari, 2016

## T

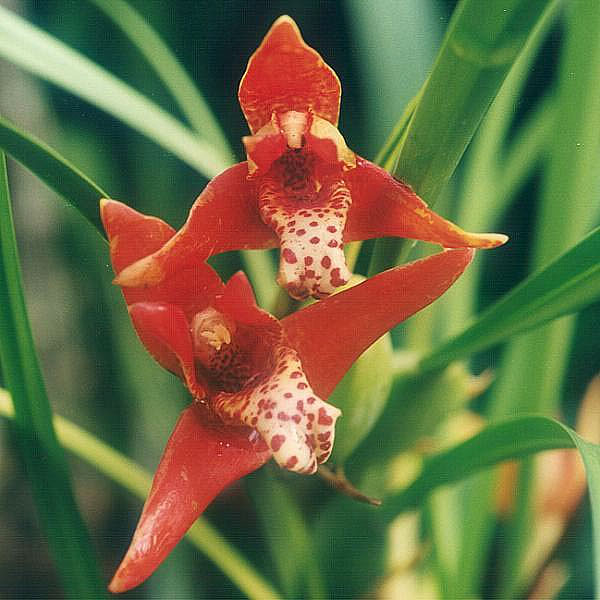
Maxillaria tenuifolia

- Maxillaria tagianarae Molinari, 2015
- Maxillaria tectasepala Christenson, 2011
- Maxillaria tenebrifolia Arévalo & Christenson, 2012
- Maxillaria tenebrosa Zambrano & Solano, 2016
- Maxillaria tenuibulba Christenson, 2001
- Maxillaria tenuifolia Lindl., 1837
- Maxillaria tenuis C.Schweinf., 1945
- Maxillaria thurstoniorum Dodson, 1994
- Maxillaria tiaraensis Carnevali & G.A.Romero, 2001
- Maxillaria tigrina C.Schweinf., 1968
- Maxillaria tocotana Schltr., 1920
- Maxillaria tonduzii (Schltr.) Ames & Correll, 1943
- Maxillaria tonsbergii Christenson, 2000
- Maxillaria tonsoniae Soto Arenas, 1992
- Maxillaria torifera (Schltr.) P.Ortiz, 1991
- Maxillaria tricarinata J.T.Atwood, 1999
- Maxillaria tricolor Ruiz & Pav., 1798
- Maxillaria trigona C.Schweinf., 1945
- Maxillaria trilobata Ames & Correll, 1943
- Maxillaria trilobulata D.E.Benn. & Christenson, 1995
- Maxillaria tristis Schltr., 1924
- Maxillaria truncatilabia  Schltr., 1920
- Maxillaria tubercularis J.T.Atwood, 1994
- Maxillaria tuerosii D.E.Benn. & Christenson, 2001
- Maxillaria turbinata (Rchb.f.) Molinari, 2015
- Maxillaria turkeliae Christenson, 2000
- Maxillaria tutae J.T.Atwood, 1999

## U
- Maxillaria ubatubana Hoehne, 1947

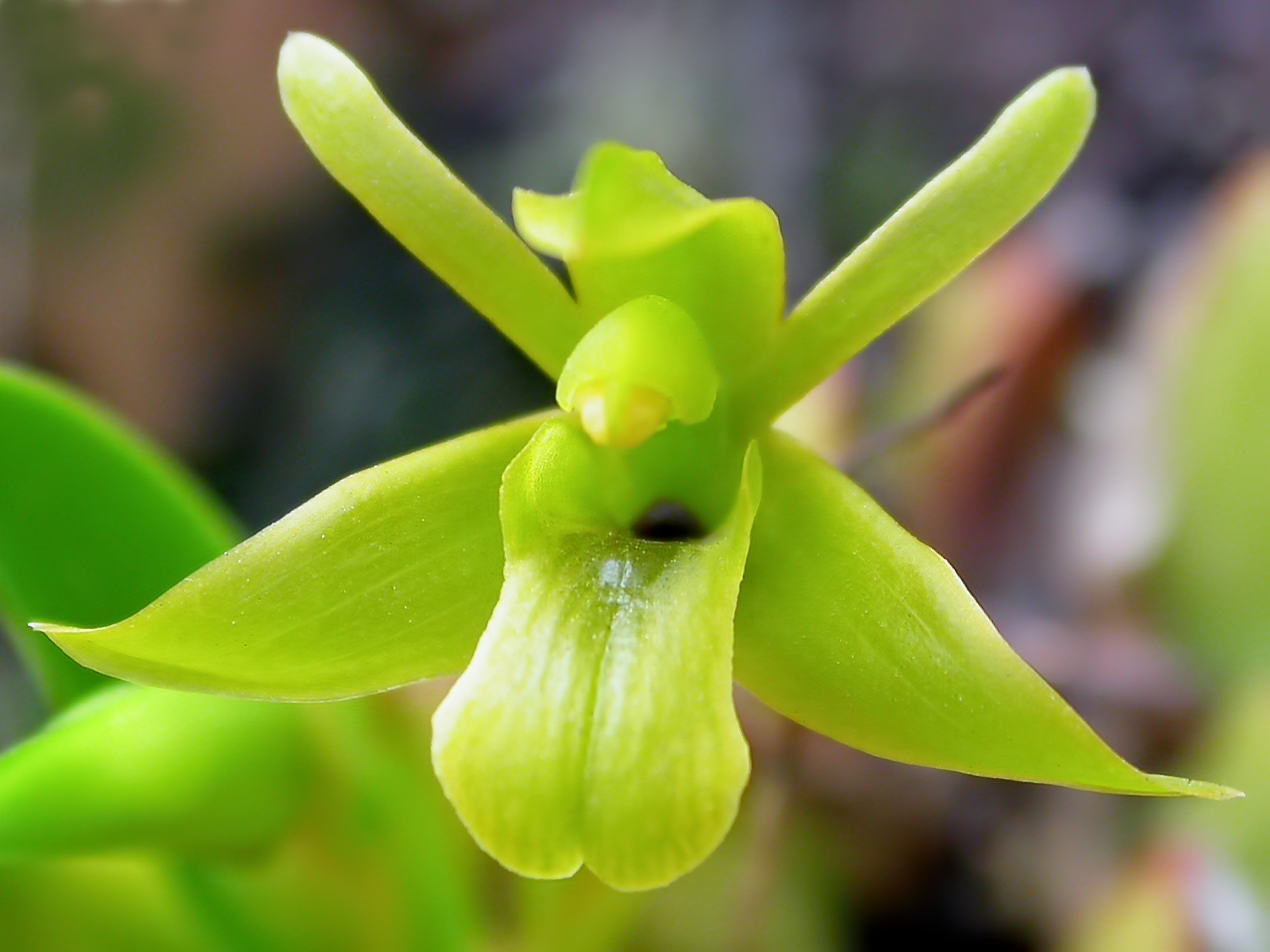
Maxillaria uniflora

- Maxillaria umbratilis L.O.Williams, 1941
- Maxillaria uncata Lindl., 1837
- Maxillaria unguiculata Schltr., 1920
- Maxillaria unguilabia  Schltr., 1920
- Maxillaria unicarinata C.Schweinf., 1944
- Maxillaria uniflora (Ruiz & Pav.) Molinari, 2015
- Maxillaria urbaniana F.Lehm. & Kraenzl., 1899

## V
- Maxillaria vaginalis Rchb.f., 1866

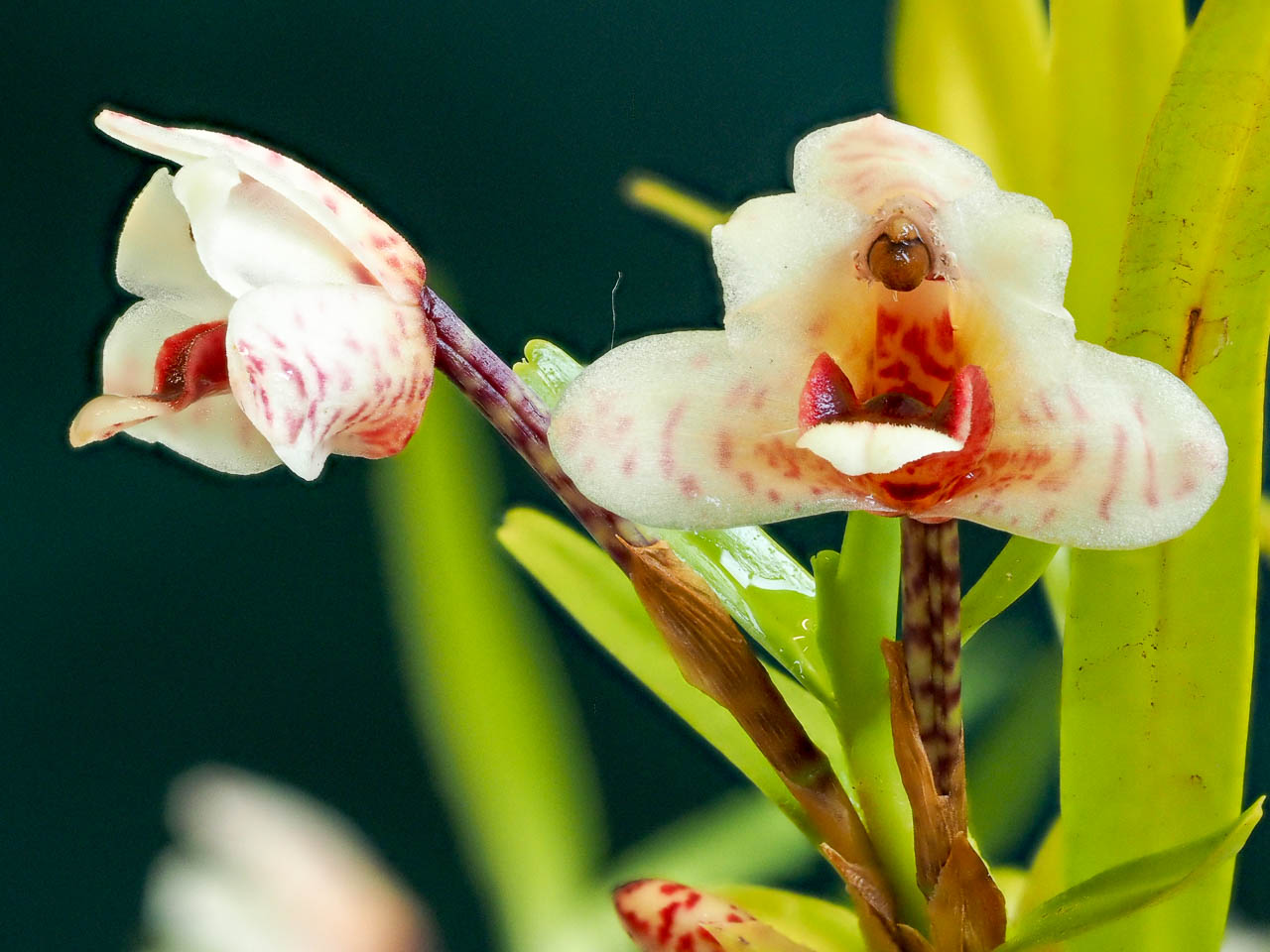
Maxillaria vulcanica

- Maxillaria valenzuelana (A.Rich.) Nash, 1907
- Maxillaria valerioi Ames & C.Schweinf., 1930
- Maxillaria valleculata D.E.Benn. & Christenson, 2001
- Maxillaria vallisnerioides Christenson, 2011
- Maxillaria vanderwerffii (Szlach. & Lipinska) Molinari, 2016
- Maxillaria vanillosma Christenson, 2010
- Maxillaria variabilis Bateman ex Lindl., 1837
- Maxillaria vasquezii Christenson, 2008
- Maxillaria ventricosa (Sambin & Chiron) Molinari, 2015
- Maxillaria venusta Linden & Rchb.f., 1854
- Maxillaria verecunda Schltr., 1924
- Maxillaria vestita Schltr., 1924
- Maxillaria villonacensis Dodson, 1994
- Maxillaria villosa (Barb.Rodr.) Cogn., 1904
- Maxillaria violaceopunctata Rchb.f., 1855
- Maxillaria virguncula Rchb.f., 1854
- Maxillaria visseri D.E.Benn. & Christenson, 2009
- Maxillaria vittariifolia L.O.Williams, 1953
- Maxillaria vulcanica F.Lehm. & Kraenzl., 1899

## W
- Maxillaria weberbaueri Schltr., 1921
- Maxillaria wercklei (Schltr.) L.O.Williams, 1940
- Maxillaria whittenii Dodson, 1994
- Maxillaria winaywaynaensis D.E.Benn. & Christenson, 2001
- Maxillaria witsenioides Schltr., 1920
- Maxillaria wojii Christenson, 2000
- Maxillaria woytkowskii C.Schweinf., 1952

## X
- Maxillaria xantholeuca Schltr., 1921
- Maxillaria xanthorhoda Schltr., 1918
- Maxillaria xylobiiflora Schltr., 1929

## Y
- Maxillaria yanganensis Dodson, 1994
- Maxillaria yauaperyensis Barb.Rodr., 1891
- Maxillaria × yucatanensis Carnevali & R.Jiménez, 2001